# هاینز هیتلر
هاینریش"هاینز"هیتلر (Heinrich "Heinz" Hitler) پسر آلویس هیتلر بود. او همچنین برادرزاده هیتلر بود و به گفته او "برادرزاده مورد علاقه اش" هاینز بود. او حامی سرسخت نازیسم و نازی‌ها بود و زمانی که جنگ جهانی دوم آغاز شد، به نیروی دریایی آلمان نازی(Kriegsmarine)پیوست و در جبهه شرقی خدمت کرد. او توسط نیروهای شوروی دستگیر شد و در فوریه سال ۱۹۴۲ در زندان فوت کرد.